# Laura Di Mariano
Laura Di Mariano (Nettuno, 18 gennaio 1975) è un'attrice italiana, nota soprattutto per alcuni successi televisivi, coprotagonista accanto a Mariangela Melato, Giulio Scarpati, Gigi Proietti, Ornella Muti.

## Biografia
Debutta nel 1991 a fianco di Mariangela Melato ed Ennio Fantastichini nella miniserie tv Una vita in gioco. L'anno successivo è tra i protagonisti del film Quattro figli unici, per la regia di Fulvio Wetzl con Mariella Valentini e Roberto Citran, presentato al Festival del Cinema di Venezia (Panorama del Cinema Italiano) e nel 1995 è protagonista nel film di produzione italo-tedesca Broken Hearts di Eckhart Schmidt, con Daniele Liotti.
Nel 1996 torna a recitare in televisione in Compagni di branco, regia di Paolo Poeti, con Giulio Scarpati, e nel 1997 riscuote un successo personale recitando accanto a Ornella Muti e Gigi Proietti in L'avvocato Porta, regia di Franco Giraldi.
Dino Risi la sceglie  tra le protagoniste del film tv Le ragazze di Miss Italia (2002), ispirata al concorso di Miss Italia. Dopo varie  esperienze teatrali, nel 2003 partecipa al film La meglio gioventù, regia di Marco Tullio Giordana.
Dopo un periodo di assenza dalle scene la Di Mariano torna ad esibirsi in pubblico nel 2009 nella manifestazione "Moti di terra, moti dell'anima" in favore delle popolazioni abruzzesi recitando versi tratti da "La figlia di Iorio" di D'Annunzio

## Carriera

### Teatro
- Medea di Euripide, regia di Sebastiano Lo Monaco (2002) - Teatro Vittorio Emanuele II di Messina
- Come mio padre di Gigliola Faenza, regia di Kadigia Bove (2002) - Festival Asti Teatro

### Cinema
- Quattro figli unici, regia di Fulvio Wetzl (1992)
- Broken Hearts, regia di Eckhart Schmidt (1996)
- La meglio gioventù, regia di Marco Tullio Giordana - Film e Miniserie TV (2003)

### Televisione
- Una vita in gioco, regia di Franco Giraldi (1991)
- Compagni di branco, regia di Paolo Poeti (1996)
- L'avvocato Porta, regia di Franco Giraldi (1997)
- Le ragazze di Miss Italia, regia di Dino Risi (2002)